# Burg Neckarhausen
Die Burg Neckarhausen ist eine abgegangene Höhenburg im Wald oberhalb östlich des Stadtteils Neckarhausen der Stadt Horb am Neckar im Landkreis Freudenstadt in Baden-Württemberg.
Von der Burg, die vermutlich im Besitz einer Ministerialenfamilie, Gefolgsleute der Pfalzgrafen von Tübingen war, ist nur der Graben und Mauerwerk sichtbar.